# Живий Космос
Живий космос: наші пошуки життя у Всесвіті (англ. The Living Cosmos: Our Search for Life in the Universe) — науково-популярна книга астронома Кріса Імпі, присвячена астробіології та спробам виявити життя за межами Землі. Книга видана у твердій обкладинці видавництвом Random House у 2007 році та у м'якій обкладинці видавництвом Cambridge University Press у 2011 році.

## Резюме
Книга підсумовує стан досліджень з пошуку життя у Всесвіті поза межами Землі. Автор опитав десятки провідних дослідників і включив у книгу матеріали з цих інтерв'ю.
Книга починається з огляду космічних умов для життя та огляду астрономії з часів Коперника. Відкриття того, що ми живемо в «біологічному Всесвіті», було б продовженням прогресу, де немає нічого виняткового в умовах на Землі та подіях, які відбулися в земній історії.
У наступних розділах розглянуто походження життя на Землі та екстремальні умови, до яких пристосувалося життя. В астробіології варто думати «нестандартно» й уявити, наскільки дивним може бути життя або чи можлива постбіологічна еволюція, де основа — механічна чи обчислювальна. У розділі про еволюцію показано, як на неї впливає космічне середовище.
Далі розглянута можливість існування життя в Сонячній системі, зокрема на Марсі, Титані та зовнішніх супутниках, що містять рідку воду. Описано швидко мінливий стан пошуку позасонячних планет. Після століть гіпотез і десятиліть марних пошуків у 1995 році вперше виявили планети навколо інших зір, а тепер вже відомі тисячі екзопланет або кандидатів в екзопланети. Книга закінчується пошуком позаземного розуму (SETI) і використанням рівняння Дрейка для оцінки кількості позаземних цивілізацій.
Супутній книзі веб-сайт містить статті та відеоролики з астробіології, створені автором, глосарій, посилання на інші сайти й мистецькі роботи.

## Відгуки
Загалом «Живий космос» отримав схвальні відгуки. У рецензії Kirkus Reviews він описаний як «жвавий, чіткий і сучасний огляд астрономії, космології, біології та еволюції, зокрема щодо пошуку позаземного життя». Популярний журнал Entertainment Weekly поставив книзі оцінку B+, сказавши, що її «нелегко читати», але назвавши її «живим, елегантним оглядом». Її рецензували Nature, Physics Today і New Scientist, причому останній відмічав відступи від теми, але назвав книгу «написаною чудово».